# A nihónium izotópjai
A nihóniumnak (Nh) nincs stabil izotópja, így standard atomtömege nem adható meg.

## Táblázat
| Az izotóp jele | Z(p)                | N(n)                | Az izotóp tömege (u) | felezési idő    | magspin | jellemző izotóp- összetétel (móltört) | természetes ingadozás (móltört) |
| Az izotóp jele | gerjesztési energia | gerjesztési energia | gerjesztési energia  | felezési idő    | magspin | jellemző izotóp- összetétel (móltört) | természetes ingadozás (móltört) |
| -------------- | ------------------- | ------------------- | -------------------- | --------------- | ------- | ------------------------------------- | ------------------------------- |
| 278Nh          | 113                 | 165                 |                      |                 |         |                                       |                                 |
| 282Nh          | 113                 | 169                 |                      | 73 ms           |         |                                       |                                 |
| 283Nh          | 113                 | 170                 | 283,17645(78)#       | 100(+490−45) ms |         |                                       |                                 |
| 284Nh          | 113                 | 171                 | 284,17808(86)#       | 0,48(+58−17) s  |         |                                       |                                 |
| 285Nh          | 113                 | 172                 | 285,17873(105)#      | 2# perc         |         |                                       |                                 |
| 286Nh          | 113                 | 173                 | 286,18048(101)#      | 5# perc         |         |                                       |                                 |
| 287Nh          | 113                 | 174                 | 287,18105(90)#       | 20# perc        |         |                                       |                                 |

## Fordítás
Ez a szócikk részben vagy egészben az Isotopes of ununtrium című angol Wikipédia-szócikk ezen változatának fordításán alapul.  Az eredeti cikk szerkesztőit annak laptörténete sorolja fel. Ez a jelzés csupán a megfogalmazás eredetét és a szerzői jogokat jelzi, nem szolgál a cikkben szereplő információk forrásmegjelöléseként.